# غلوزيداود (مقاطعة غيلانغرب)
غلوزيداود (بالفارسية: گلوزی‌داود) هي قرية تقع في قسم ديره الريفي في إيران. يقدر عدد سكانها بـ 16 نسمة بحسب إحصاء 2016.